# Relations entre l'Inde et le Mozambique
Les relations entre l'Inde et le Mozambique sont les relations bilatérales de la république de l'Inde et de la république du Mozambique. L'Inde a un haut commissaire à Maputo et le Mozambique a un haut commissaire à New Delhi.

## Économie
La société Videocon Group (en), basée à Bombay, fait partie d'un consortium d'entreprises qui explorent les hydrocarbures au large des côtes de la province de Cabo Delgado, au nord du Mozambique. Videocon a l'intention d'importer et de vendre du gaz naturel mozambicain en Inde. Les compagnies charbonnières indiennes sont également étroitement associées à la production de charbon au Mozambique.
Un protocole d'accord concernant la coopération dans le domaine des énergies renouvelables a été signé lors de la visite du président mozambicain Filipe Nyusi en Inde le 5 août 2015.

## Coopération militaire
En septembre 1986, il a été demandé à l'Inde de fournir une assistance technique et des forces de sécurité pour protéger le couloir de Beira. Le président du Zimbabwe Robert Mugabe a demandé le déploiement d'un escadron d'avions Mig-21 de l'armée de l'air indienne avec des pilotes indiens pour assurer la couverture aérienne du corridor : la moitié des avions devaient être basés à Harare et l'autre moitié à Chimoio, au Mozambique. Mais Rajiv Gandhi a décidé que le déploiement de l'armée de l'air indienne au Mozambique constituait un revirement de la position publique de l'Inde contre le déploiement à l'étranger des forces indiennes ou comportait trop de risques pour l'Inde. New Delhi a peut-être plutôt décidé de fournir secrètement une assistance au Mozambique en assurant ce que l'on a appelé « une petite présence navale » dans les eaux territoriales mozambicaines.
Les deux États travaillent également en étroite collaboration sur les questions de sécurité, en particulier la sécurité maritime dans l'océan Indien ; en juin 2011, les ministres du gouvernement se sont rencontrés et sont convenus de travailler ensemble sur cette question,. En 2010, la marine indienne a sauvé un navire mozambicain des pirates. En 2012, la marine indienne a accepté de commencer des patrouilles anti-piraterie dans le canal du Mozambique, apparemment sans consultation préalable avec l'Afrique du Sud.
La marine indienne a des droits d'accostage au Mozambique. Lorsque le cyclone Idai a frappé le Mozambique, l'Inde a détourné trois navires de la marine indienne pour apporter son aide. Les navires INS Sujata, ICGS Sarathi et INS Shardul ont sauvé 192 personnes et fourni une assistance médicale à 1 381 personnes. Le quatrième navire, le INS Magar, s'est joint à eux en apportant du matériel de secours. Les hélicoptères du navire ont effectué des sorties pour effectuer des relevés aériens afin de contribuer aux efforts de gestion de la catastrophe et ont largué de la nourriture, de l'eau et des fournitures médicales dans les zones touchées par le cyclone,,. 